# Machine Head (album)
Machine Head je šesté studiové album britské hard rockové skupiny Deep Purple. Jedná se nejúspěšněji album této kapely a zároveň je považované za její nejlepší tvůrčí počin. Obsahuje vůbec nejznámější hit Smoke On The Water a také další populární koncertní písně jako Highway Star, Lazy nebo Space Truckin'.

## Historie
Na rozdíl od dvou předchozích alb sestavy Mark II, vzniklo Machine Head během pouhých tří týdnů. Natáčení probíhalo v mobilním studiu Rolling Stones zvaném "Mobile" ve švýcarském Montreux na břehu Ženevského jezera.. Předcházely mu notoricky známé události - během koncertu Franka Zappy a jeho kapely Mothers v tamějším kasinu vystřelil jeden z fanoušků světlici do stropu pokrytého vysoce hořlavým ratanem. Celá budova začala hořet, dav zpanikařil a snažil se dostat ven. Evakuaci řídil Claude Nobs, správce kasina, jemuž se podařilo všechny návštěvníky i za cenu ohrožení vlastního života dostat do bezpečí. Na podiu statečně pomáhal také samotný Frank Zappa nabádající ke klidu a směřující lidi k východům. Jeden vytvořili i Zappovi bedňáci, kteří prohodili reproduktory velkým oknem vedle pódia, díky čemuž mohli návštěvníci rychleji opustit hořící kasino. Během požáru tak nikdo nezemřel. Vysoko šlehající plameny a dým valící se po hladině Ženevského jezera se stal námětem písně Smoke On The Water.
Pro Deep Purple znamenalo shoření kasina komplikaci, neboť právě tam zamýšleli natáčet své šesté album. Zamířili proto do divadla Pavillon, odkud však byli místními vykázáni kvůli hluku. Nakonec se uchýlili do Grand Hotelu, který byl přes zimu prázdný. Nahrávání tam ale nebylo jednoduché. Ze studia do místa, kde mohli slyšet playback museli projít skoro celým hotelem. Dlouho také hledali ideální nahrávací místo, které nakonec našli na hotelové chodbě. Navzdory tomu se jim poprvé podařilo vytvořit zvuk, s nímž byli všichni spokojeni. Kytarista Ritchie Blackmore k tomu poznamenal, že dlouhé cesty unavovaly kapelu natolik, že několikrát prohlásili záznam za dostatečně dobrý, aniž by ho podruhé slyšeli.
Právě jednotný a soudržný zvuk je jednou z nejsilnějších deviz Machine Head, čemuž napomohl i fakt, že Deep Purple nahrávali album najednou a ve velmi krátkém čase. Jejich dvě předchozí desky In Rock a Fireball naopak trpěly dlouhým natáčením, které způsobovalo neustále koncertování. V důsledku toho výsledný materiál nepůsobil tak zvukově (a někdy i tematicky) soudržně.

## Obal
Motiv na obalu vytvořil baskytarista Roger Glover společně s manažerem Johnem Colettou. Zobrazuje rozmazanou fotografii skupiny na kovovém plátu v zrcadlovém odraze, nad níž je výraznými písmeny vyveden název kapely a desky. Zadní strana tvořilo, stejně jako u alba In Rock, opakování námětu, na němž je tentokrát vidět odraz krku basové kytary. Obal byl opět laminovaný, rozevíratelný a vnitřní část nabízela velkou koláž sestavenou z fotografií jednotlivých členů kombinovanou se záběry hořícího kasina. Tyto snímky doplňovaly praktické informace s údaji o albu a stručně vylíčeným příběhem nahrávání. Součástí prvních vydání byl i velký arch s vytištěnými texty.

## Obsah
Nejznámější písní je zároveň vůbec nejúspěšněji hit kapely Smoke On The Water. Ačkoliv samotná kapela ji nepokládala za nejlépe vydařenou, brzy po vydání se z ní stal obrovský hit a nakonec vyšla v lehce pozměněné podobě i na singlu. Ústřední kytarový riff se řadí mezi všeobecně známé rockové melodie. Pozoruhodná je i samotná stavba, například refrén, který má oproti očekávání pouze tři řádky místo čtyř, po nichž hned následuje hlavní riff. Jako jedna z mála zůstala v koncertním setlistu až do samotného konce a v přestávce mezi lety 1976 a 1984 ji hrály například skupiny Gillan Iana Gillana, Rainbow Ritchieho Blackmorea nebo Black Sabbath v době, kdy byl Gillan jejich zpěvákem.
Druhým velkým hitem je Highway Star, v níž kapela mistrně zpracovala poměrně jednoduché téma ódy na rychlou jízdu. Nápad vznikl během jednoho z rozhovorů, v němž se novinář ptal Ritchieho Blackmorea, jak si počíná, když chce napsat píseň. Blackmore uchopil kytaru a začal hrát akord G v jednoduchém rytmu, načež Ian Gillan sedící vedle něj začal zkusmo tvořit text "jsme rock'n'rollová skupina, zase na turné". Deep Purple pak tento nápad vypilovali v píseň, kterou ještě ten den předvedli na koncertě, byť s jiným textem. Skladba vyniká dvěma sóly v podání Blackmorea a Jona Lorda na varhany a instrumentál celkově velmi věrně evokuje pocit rychlé jízdy autem.
Třetím známým hitem s podobnou stavbou je závěrečná Space Truckin' vycházející z tehdejšího zájmu veřejnosti o vesmírný program. Její text je poměrně nahodilý a Ian Gillan přiznal, že kapela jej nikdy nemyslela vážně, byť se v něm mihne i připomínka předchozího alba Fireball. Na koncertech Deep Purple často hráli také skladbu Lazy, vůbec nejdelší počin alba. Poměrně zvláštní, takřka instrumentální kus působí spíše jako nesoudržná improvizace než jako skutečná píseň. Tento jeho charakter byl však skvělým odrazovým můstkem pro oblíbené koncertní jamování. Během něj trvala přes jedenáct minut.
Naopak jedinou písní z alba, kterou Deep Purple v té době nikdy živě nehráli, byla Pictures Of Home. Ústředním tématem ponurého textu je osamělost a nejistota, jíž frontman Gillan prožíval během prosincového nahrávání v Alpách. V tomto se velmi podobá skladbě No One Came z předcházející desky. Ústřední kytarový riff objevil Ritchie Blackmore podle svých slov během poslechu krátkovlnného vysílání z východní Evropy, údajně z Bulharska. Kromě něj dostali prostor pro sólo i všichni ostatní hudebníci - Ian Paice rychlým bubnováním píseň otvírá, Roger Glover naopak vystřihl basové intermezzo v závěru. Jon Lord dodal nejen vlastní sólo na varhany, ale efekty jeho hry napodobují ledový vítr, čímž dokreslují atmosféru.
Největší zklamání kapele přinesla skladba Never Before. Lehčí, komerčněji laděný kousek (jehož střední část evokuje hudbu ze zlaté éry Beatles) vyšel na singlu týden před samotným albem, posluchače si však nezískal. V britské hitparádě stačil pouze na 35. místo. Tento neúspěch vedl k tomu, že jej Deep Purple záhy přestali na koncertech hrát. Podobný osud potkal i Maybe I'm A Leo pomalejší valivou záležitost s velmi skromným devítiřádkovým příběhem. Text nicméně obsahuje vysvětlení zvláštního názvu: "Maybe I'm a Leo but I ain't a Lion/Možná jsem lev (znamení zvěrokruhu), ale nejsem lev (dravec, šelma)". Jediným členem narozeným ve znamení lva byl Ian Gillan, autorem je tedy pravděpodobně on, byť oficiálně autor znám není. Roger Glover coby hlavní tvůrce se při tvorbě ústředního riffu inspiroval skladbou How Do You Sleep od Johna Lennona.
Součástí alba měla původně být i smutná balada When A Blind Man Cries, ale po jejím natočení se proti tomu postavil Ritchie Blackmore. Skladba tvořila B stranu neúspěšného singlu Never Before, na dlouhohrající desce byla poprvé uvedena až po rozpadu kapely v roce 1977, konkrétně na albu New, Live and Rare.

## Ohlasy a přijetí
Machine Head pokračovalo v úspěšné tradici svých předchůdců a stejně jako Fireball dobylo britskou hitparádu. Velmi dobře si vedlo i v americkém žebříčku, kde skončilo na sedmém místě, což bylo do té doby nejlepší umístění Deep Purple za oceánem. Předznamenalo úspěch, kterého ve Spojených státech získalo živé album Made In Japan, kde čtyři ze sedmi vydaných písní pocházely právě z Machine Head.

## Odkaz
Album je dodnes pokládáno za jednu z klíčových nahrávek britského hard rocku ze 70. let, společně a Paranoid od Black Sabbath a čtvrtým bezejmenným albem Led Zeppelin. V roce 2001 ho časopis Q zařadil do žebříčku 50 Heaviest Albums of All Time. Podobně časopis Kerrang ho v roce1989 umístil na 35. místo ve svém žebříčku 100 nejlepších heavy metalových alb všech dob. V roce 2007 ho britský deník Guardian jmenuje mezi "1 000 alby, které musíte slyšet, než zemřete".
Píseň Smoke On The Water byla zapsána v Guinnessově knize rekordů - v roce 2007 se v německém Leinfeldenu sešlo 1 802 kytaristů, kteří ji zahráli, čímž vytvořili rekord největšího kytarového uskupení na světě.
Pro samotnou kapelu představovalo Machine Head tvůrčí vrchol jak po stránce skladatelské, tak instrumentální a pěvecké, přestože nebylo tak žánrově pestré jako předcházející Fireball. Další desku Who Do We Think We Are poznamenaly neshody ve vůdčím tandemu Gillan-Blackmore a žádná další sestava Deep Purple už nevytvořila podobně soudržnou a kvalitní desku.

## Seznam skladeb
(Všechny skladby napsali Blackmore, Gillan, Glover, Lord a Paice)

### PůvodníLPvydané v roce 1972
| Strana 1 | Strana 1         | Strana 1 |
| Pořadí   | Název            | Délka    |
| -------- | ---------------- | -------- |
| 1.       | Highway Star     | 6:05     |
| 2.       | Maybe I’m a Leo  | 4:51     |
| 3.       | Pictures of Home | 5:03     |
| 4.       | Never Before     | 3:56     |

| Strana 2 | Strana 2           | Strana 2 |
| Pořadí   | Název              | Délka    |
| -------- | ------------------ | -------- |
| 5.       | Smoke on the Water | 5:40     |
| 6.       | Lazy               | 7:19     |
| 7.       | Space Truckin’     | 4:31     |

### ZnovuvydanáCDedice k 25. výročí alba
| CD 1: The 1997 Remixes | CD 1: The 1997 Remixes | CD 1: The 1997 Remixes |
| Pořadí                 | Název                  | Délka                  |
| ---------------------- | ---------------------- | ---------------------- |
| 1.                     | Highway Star           | 6:39                   |
| 2.                     | Maybe I’m a Leo        | 5:25                   |
| 3.                     | Pictures of Home       | 5:21                   |
| 4.                     | Never Before           | 3:59                   |
| 5.                     | Smoke on the Water     | 6:18                   |
| 6.                     | Lazy                   | 7:33                   |
| 7.                     | Space Truckin’         | 4:52                   |
| 8.                     | When a Blind Man Cries | 3:33                   |

| CD 2: The Remasters | CD 2: The Remasters | CD 2: The Remasters |
| Pořadí              | Název               | Délka               |
| ------------------- | ------------------- | ------------------- |
| 1.                  | Highway Star        | 6:08                |
| 2.                  | Maybe I’m a Leo     | 4:52                |
| 3.                  | Pictures of Home    | 5:08                |
| 4.                  | Never Before        | 4:00                |
| 5.                  | Smoke on the Water  | 5:42                |
| 6.                  | Lazy                | 7:24                |
| 7.                  | Space Truckin’      | 4:35                |

| Bonusové skladby | Bonusové skladby                        | Bonusové skladby |
| Pořadí           | Název                                   | Délka            |
| ---------------- | --------------------------------------- | ---------------- |
| 8.               | When a Blind Man Cries (původně B-side) | 3:32             |
| 9.               | Maybe I’m a Leo (Quadrophonic mix)      | 5:00             |
| 10.              | Lazy (Quadrophonic mix)                 | 6:57             |

### Edice 4 CD a 1DVDk 40. výročí alba
| CD 1: Původní album remasterované v roce 2012 | CD 1: Původní album remasterované v roce 2012 | CD 1: Původní album remasterované v roce 2012 |
| Pořadí                                        | Název                                         | Délka                                         |
| --------------------------------------------- | --------------------------------------------- | --------------------------------------------- |
| 1.                                            | Highway Star                                  | 6:08                                          |
| 2.                                            | Maybe I’m a Leo                               | 4:52                                          |
| 3.                                            | Pictures of Home                              | 5:08                                          |
| 4.                                            | Never Before                                  | 4:00                                          |
| 5.                                            | Smoke on the Water                            | 5:42                                          |
| 6.                                            | Lazy                                          | 7:24                                          |
| 7.                                            | Space Truckin’                                | 4:35                                          |
| 8.                                            | When a Blind Man Cries                        | 3:32                                          |

| CD 2: Remixy Rogera Glovera z roku 1997 | CD 2: Remixy Rogera Glovera z roku 1997 | CD 2: Remixy Rogera Glovera z roku 1997 |
| Pořadí                                  | Název                                   | Délka                                   |
| --------------------------------------- | --------------------------------------- | --------------------------------------- |
| 1.                                      | Highway Star                            | 6:39                                    |
| 2.                                      | Maybe I’m a Leo                         | 5:25                                    |
| 3.                                      | Pictures of Home                        | 5:21                                    |
| 4.                                      | Never Before                            | 3:59                                    |
| 5.                                      | Smoke on the Water                      | 6:18                                    |
| 6.                                      | Lazy                                    | 7:33                                    |
| 7.                                      | Space Truckin’                          | 4:52                                    |
| 8.                                      | When a Blind Man Cries                  | 3:33                                    |

| CD 3: Quad Sq Stereo | CD 3: Quad Sq Stereo                | CD 3: Quad Sq Stereo |
| Pořadí               | Název                               | Délka                |
| -------------------- | ----------------------------------- | -------------------- |
| 1.                   | Highway Star                        | 6:11                 |
| 2.                   | Maybe I’m a Leo                     | 4:55                 |
| 3.                   | Pictures of Home                    | 5:04                 |
| 4.                   | Never Before                        | 3:59                 |
| 5.                   | Smoke on the Water                  | 5:39                 |
| 6.                   | Lazy                                | 6:53                 |
| 7.                   | Space Truckin’                      | 4:34                 |
| 8.                   | Smoke On the Water (US A-Side Edit) | 3:50                 |
| 9.                   | Lazy (Japanese B-Side)              | 2:30                 |

| CD 4: In Concert ’72 | CD 4: In Concert ’72                       | CD 4: In Concert ’72 |
| Pořadí               | Název                                      | Délka                |
| -------------------- | ------------------------------------------ | -------------------- |
| 1.                   | Introduction                               | 0:16                 |
| 2.                   | Highway Star                               | 8:32                 |
| 3.                   | Strange Kind of Woman                      | 9:17                 |
| 4.                   | Maybe I’m a Leo                            | 6:17                 |
| 5.                   | Smoke on the Water                         | 7:09                 |
| 6.                   | Never Before                               | 4:34                 |
| 7.                   | Lazy                                       | 10:22                |
| 8.                   | Space Truckin’                             | 21:46                |
| 9.                   | Lucille (Albert Collins, Richard Penniman) | 7:21                 |

## Sestava
- Ritchie Blackmore – kytara
- Ian Gillan – zpěv
- Roger Glover – baskytara
- Jon Lord – varhany
- Ian Paice – bicí